# Буйвід Іван Фридрихович
Іван Фридрихович Буйвід (1864–1937) — російський, український та латвійський військовий діяч, генерал-майор. Герой Першої світової війни, учасник Визвольних змагань в Україні як генерал Української держави (1918), пізніше у лавах Добровольчої армії та Збройних сил Латвії.

## Біографія
Народився у с. Алкішкяй поблизу Шяуляй (нині Литва, тоді територія Російської імперії).
На службу вступив в 1885 році після отримання домашньої освіти. У 1891 році після закінчення Віленського військового училища проведений у підпоручики і випущений в Новоторзький 114-й піхотний полк. У 1895 році отримав звання поручика.
У 1900 році після закінчення Миколаївської академії Генерального штабу по I розряду проведений в штабс-капітани, в 1903 році в капітани, в 1906 році в капітани гвардії з перейменуванням в підполковники. У 1910 році отримав звання полковника, штаб-офіцер Рівненського 166-го піхотного полку.
З 1914 року учасник Першої світової війни, командир Архангелогородського 17-го піхотного полку. З 1916 року командувач бригадою 131-ї піхотної дивізії. З 1917 року генерал-майор — командувач бригадою і командир 15-ї Сибірської стрілецької дивізії.
Після Жовтневого перевороту, з 1918 року служив в Армії Української Держави — командир 1-го Особливого полку. З 1919 року учасник Білого руху в складі ЗСПР. З 1920 року в еміграції в Латвії. З 1924 по 1925 роки начальник штабу Латвійської армії.

## Нагороди
- Орден Святого Станіслава 3-го ступеня (ВП 1901)
- Орден Святої Анни 3-го ступеня (ВП 1905)
- Орден Святого Станіслава 2-го ступеня (ВП 1910)
- Орден Святої Анни 2-го ступеня (ВП 08.04.1914)
- Орден Святого Володимира 4-го ступеня (ВП 22.04.1915)
- Орден Святого Володимира 3-го ступеня з мечами (ВП 19.04.1916)
- Георгіївська зброя (ВП 13.10.1916)
- Орден Святого Георгія 4-го ступеня (ВП 27.01.1917)